# Ivanka Mikic
 (décembre 2014).
Si vous disposez d'ouvrages ou d'articles de référence ou si vous connaissez des sites web de qualité traitant du thème abordé ici, merci de compléter l'article en donnant les références utiles à sa vérifiabilité et en les liant à la section « Notes et références ».
Ivanka Mikic (ou Ivanka Mikitch, née en 1932 à Belgrade) est une écrivaine franco-serbe.

## Biographie
Fille de Sava Mikic, avocat de formation, homme politique, militaire et pilote serbe et de sa femme Ida Mikic, elle a passé son enfance  dans sa maison de Belgrade, sur Topčidersko brdo, avec ses deux sœurs, Milosava (Cila) et Andjelica (Muca).
Ancienne championne de natation, elle a été danseuse classique, interprétant dans divers pays d’Europe les grands rôles dans le Lac des Cygnes, de Maman Dora, d’Orphée ou de Don Juan.
À la suite d’un accident professionnel qui a mis fin à sa carrière d’étoile de ballet, elle a été mannequin et modèle de photos, puis est devenue agent de change à la Bourse de New York. Venue s’installer à Paris en 1966, elle a travaillé pour la bourse new-yorkaise puis dans l’agence Dalmas, où elle a rencontré son futur mari. Lors de la disparition de l’agence, elle a ouvert un sex-shop en 1970, puis géré pendant quatre ans le mensuel érotique Elle et Lui, avant de reprendre une vocation qu’elle n’avait jamais cessé de suivre par intermittence depuis sa jeunesse : écrire. Elle racontera ses aventures dans l'ouvrage Le sexe en vitrine parut en 1976 aux Éditions de la pensée moderne. Une nouvelle version de cet ouvrage est publiée en 2006 sous le nom Sex-shop blues.
Elle a épousé le journaliste Louis Dalmas en 1972.
Elle collabore notamment aujourd'hui à la réalisation de la revue mensuelle de son mari BI (ex-Balkans Info).